# ササグモ科
ササグモ科（ササグモか）は、クモ類の分類群の一つ。徘徊性で、活発に歩き回るクモの群である。ハエトリグモにやや似ている。

## 特徴
頭胸部はやや細長く、卵形で前方が盛り上がっている。その上に配置する眼は、8眼がほぼ円周上に等間隔に配置したようなもので、そのため四列になっている。この点で三列に配置するハエトリグモとは大きく異なる。またハエトリグモでは前列の目が非常に大きく発達しているが、この類ではそのような大きさの差はあまり見られない。腹部は後方がややとがった卵形。特に目立つ形はない。糸疣は3対で、後疣が長い。痕跡的な間疣があるが、篩疣はない
足はハエトリグモの一部のように太くはならず、中庸な印象。全体にはっきりした棘がまばらに生えている。先端には3本の爪がある。
活動的な捕食者であり、主として草や木の上で獲物をあさる。歩脚の棘は獲物を捕獲する役に立っている。
和名は笹蜘蛛の意である。英名は Lynx spider で、山猫蜘蛛の意味である。

## 分類
習性や行動がやや似ているのでハエトリグモと混同されることもある。英語圏ではLynx spiderというが、ハエトリグモを含めてJumping spiderということもある。しかし、この両者は別の科に分類される。はっきりとした違いは、目の配列で、ハエトリグモ科では前列四眼が特に大きく前方を見つめ、全体では三列に配置するが、ササグモ科では眼は円環状に配置し、四列に並んでいるように見える。さらに、ハエトリグモは二爪類で、生粋の徘徊性の群であるのに対して、ササグモ科は三爪類であり、系統的にもかけ離れていると思われる。

左：マミジロハエトリ(♀)、右：ササグモ
コモリグモ科、キシダグモ科とはやや類似点があり、基本的には網を張るクモの群である三爪類における徘徊性の方向での進化の頂点との声もある。
世界の熱帯を中心に9属400種が知られ、そのうちでササグモ属が300種以上となっている。日本ではササグモ属のもののみが知られ、5種が記録されている。特にササグモは各地でごく普通種である。
この科に含まれる属および種についてはササグモ科の属種の一覧を参照されたい。